# Gao Chengyong
Gao Chengyong (né le 10 novembre 1964 dans le Xian de Yuzhong et mort le 3 janvier 2019 à Baiyin) est un tueur en série et violeur chinois. 
Il a été arrêté en 2016, 28 ans après son premier meurtre, grâce aux progrès de la science et des technologies sur l'ADN, et a été exécuté après 2 ans de procédure judiciaire.
Après avoir violé et tué ses victimes, il mutilait leur corps, ce qui lui valut le surnom de Jack l'éventreur chinois dans les médias chinois. 

## Biographie

### Période d'activité
En 14 ans, Gao Chengyong a violé, tué et mutilé au minimum onze femmes : neuf à Baiyin dans la province de Gansu et deux à Baotou en Mongolie intérieure. Toutes ses victimes étaient vêtues de rouge. La plus jeune victime avait huit ans. 
Le premier meurtre a eu lieu en 1988, dans une épicerie qu'il gérait avec sa femme à Baiyin. Il agissait généralement pendant la journée, suivant ses victimes jusqu'à leurs domiciles avant de lancer ses attaques.

### Arrestation et condamnation
La police a établi un lien entre les onze meurtres pour la première fois en 2004, soit 16 ans après le premier meurtre, et a offert une récompense de 200 000 yuans. 
Gao Chengyong a réussi à éviter son arrestation jusqu'à ce qu'un parent proche soit arrêté pour une infraction mineure non liée. Au cours d'un test ADN de routine, une relation familiale étroite avec le tueur en série a été établie. Sur cette base, Gao Chengyong a été arrêté à l'épicerie où il travaillait à Baiyin le 26 août 2016. 
Selon le ministère de la Sécurité publique, il a avoué les onze meurtres. Gao Chengyong a été condamné à la peine capitale et est dépouillé de tous ses biens le 30 mars 2018.[réf. nécessaire]
Il a été exécuté le 3 janvier 2019.